# Розаріо Кастроново
Розаріо Кастроново (італ. Rosario Castronovo, нар. 24 лютого 1953, Агрідженто) — італійський футболіст, що грав на позиції нападника.

## Ігрова кар'єра
Народився 24 лютого 1953 року в місті Агрідженто. Вихованець футбольної школи клубу «Болонья».
У дорослому футболі дебютував 1972 року виступами за команду «Меццано», в якій провів один сезон. Протягом 1972—1973 років захищав кольори клубу «Річчіоне».
Своєю грою за останню команду привернув увагу представників тренерського штабу вищолігового клубу «Верона», до складу якого приєднався 1973 року. Відіграв за команду з Верони наступний сезон своєї ігрової кар'єри, взявши участь у 7 іграх Серії А і одному матчі кубка.
1974 року уклав контракт з клубом «Мессіна», у складі якого провів наступний рік своєї кар'єри гравця. Більшість часу, проведеного у складі «Мессіни», був основним гравцем атакувальної ланки команди, зігравши 30 матчів у Серії С.
Згодом з 1975 по 1977 рік грав у складі команд «Ріміні» та «Гроссето», а з 1977 року три сезони захищав кольори клубу «Сантарканджело». Відзначався надзвичайно високою результативністю, забиваючи в іграх чемпіонату в середньому більше одного гола за матч, ставши найрезультативнішим бомбардиром в історії клубу.
1980 року перейшов до клубу «Равенна», за який відіграв 3 сезони. Граючи у складі «Равенни» також здебільшого виходив на поле в основному складі команди. У складі «Равенни» був одним з головних бомбардирів команди, маючи середню результативність на рівні 0,44 гола за гру першості. Завершив професійну кар'єру футболіста виступами за команду «Равенна» у 1983 році.